# Jacky Calatayud
Jacky Calatayud (Parigi, 12 marzo 1954) è un attore francese.
È noto soprattutto per la sua partecipazione alla mini-serie televisiva francese Belfagor o Il fantasma del Louvre, che ebbe diffusione internazionale e andò in onda anche in Italia, nel 1966.

## Biografia
Nel 1960, Jacky, che aveva allora sei anni, interpretò il personaggio con il suo stesso nome nel cortometraggio On a volé la mer ("Hanno rubato il mare"), in cui alcuni bambini parigini, non essendo andati in vacanza come i loro amici, decidono di andare a vedere il mare salendo a bordo di una chiatta. Il film, della durata di trenta minuti, è opera del regista Jean Salvy. Dopo aver partecipato a questo cortometraggio, Jacky Calatayud lavorò sempre per la televisione, in serie o film TV.
L'anno successivo lo si vide accanto a Philippe Noiret nel telefilm Flore et Blancheflore, in cui interpreta la parte del coprotagonista, Flore.
Nel 1962 lavorò ancora per la televisione, nel telefilm Quatre-vingt-treize, basato sull'ultimo romanzo di Victor Hugo: Novantatré,  ambientato sullo sfondo degli anni più terribili della Rivoluzione francese: il periodo del Terrore. Jacky interpreta il ruolo di Jean René.
Nel 1965 partecipò alla serie televisiva Poly in Portogallo, basata sui romanzi di Cécile Aubry e andata in onda sulla televisione pubblica francese; in questo lavoro, Jacky interpreta il ruolo di Richard, che è alle prese, insieme ad altri bambini, con un piccolo cavallo da circo, Poly, con la cui collaborazione aiutano varie persone in difficoltà. Poly in Portogallo fu trasmesso anche in Italia, all'interno del programma contenitore RAI "La TV dei ragazzi", nel 1968.
Sempre nel 1965, la popolarità di Jacky Calatayud aumentò notevolmente, a causa della sua partecipazione ad un grande successo televisivo internazionale: la mini-serie Belfagor o Il fantasma del Louvre, che andò in onda anche in Italia, ove i telespettatori raggiunsero il numero straordinario di 18 milioni. In tale lavoro Jacky, che aveva undici anni, interpretò il ruolo del ragazzino che guidava la misteriosa figura di Belfagor attraverso i corridoi e le sale del Louvre.
Il giorno di Natale del 1965 andò in onda in Francia la prima delle due puntate del film Sans famille, riduzione televisiva dell'omonimo capolavoro di Hector Malot, diretta dal regista Yannick André; il lavoro era parte del progetto televisivo Le Théâtre de la jeunesse. Jacky interpretò il ruolo del piccolo violinista italiano Mattia, amico fraterno del protagonista Rémi. Nello stesso anno il film venne trasmesso anche in Italia, dalla RAI, con il titolo Senza famiglia.
Nel 1970 interpretò il ruolo di Fernand Martin in ventitrè episodi della serie televisiva Ça vous arrivera demain ("Ti succederà domani").
Nel 1975, Jacky ebbe il ruolo di Paul Virlot in un episodio della serie televisiva in tredici puntate Erreurs Judiciaires ("Errori giudiziari"). In Italia è andata in onda nello stesso anno, con il titolo "Gli errori giudiziari".
Dopo tale data Jacky Calatayud solo sporadicamente apparve in televisione. Il suo lavoro più recente è del 1990, anno in cui recita nel primo episodio della serie televisiva poliziesca Eurocops, coprodotta da sette emittenti televisive europee.

## Filmografia
Jacky Calatayud ha recitato soprattutto per la televisione, anche se ha esordito nel cortometraggio On a volé la mer.

### Cinema
- On a volé la mer, regia di Jean Salvy – cortometraggio (1960), nel ruolo di Jacky

### Televisione
Ove non diversamente indicato, si intende la partecipazione a tutti gli episodi della serie.
- Flore et Blancheflore, regia di Jean Prat – film TV (1961), nel ruolo di Flore
- Quatre-vingt-treize, regia di Alain Boudet – film TV (1962), nel ruolo di Jean René
- Gavroche, miniserie TV all'interno di "Théâtre de la jeunesse" (1962), nel ruolo del giovane Paul
- De doux dingues, regia di Guy Labourasse – film TV (1964), nel ruolo di Pierre
- Joyeuses commères de Windsor, regia di Lazare Iglesis – film TV (1964), nel ruolo del paggio
- Bob Morane – serie TV, episodio 2x08 (1964)
- Belfagor o Il fantasma del Louvre (Belphegor) – miniserie TV (1965), nel ruolo del bambino-guida
- Poly in Portogallo (Poly au Portugal), regia di Claude Boissol – serie TV, in tredici episodi (1965), nel ruolo di Richard
- Senza famiglia (Sans famille) – miniserie TV all'interno di "Théâtre de la jeunesse" (1965), nel ruolo di Mattia
- Sacrés fantômes, regia di Stellio Lorenzi – film TV (1966)
- Rue barrée – serie TV (1967), in venti episodi, nel ruolo di Lucien Blatti, detto Lulu
- Les créatures du bon Dieu – serie TV, episodi 1x02-1x03 (1967), nel ruolo di Idhi
- Les Hauts de Hurlevent, regia di Jean-Paul Carrère – film TV (1968), nel ruolo di Heathcliff da bambino
- Sérieux s'abstenir – serie TV, episodio 1x01 (1968)
- La Cravache d'or – serie TV, episodi 1x16-1x17-1x25 (1969)
- Ça vous arrivera demain – serie TV (1970), in ventitré episodi, nel ruolo di Fernand Martin
- L'Hiver d'un gentilhomme – programma TV (1973), in cinque episodi, nel ruolo di François
- Erreurs judiciaires – serie TV, episodio 2x06 (1975), nel ruolo di Paul Virlot
- Eurocops – serie TV, episodio 3x11 (1990)